# Otto Schaden
Otto John Schaden (* 26. August 1937; † 23. November 2015) war ein US-amerikanischer Ägyptologe. Er war Grabungsleiter des Amenmesse Tomb Project der University of Memphis (Tennessee). Neben seiner Arbeit am Grab des Amenmesse (KV10) im Hauptwadi im Tal der Könige leitete er auch die Freilegung der Gräber WV23, WV24 und WV25 im Westtal.

## Leben
Otto Schaden erhielt seinen Ph.D. an der Universität von Minnesota, wo er in den frühen 1970er Jahren Mittelägyptisch lehrte. 1962–1963 nahm er an der Nubian Expedition des Oriental Institute der University of Chicago teil und im Jahr darauf an der Sudan Expedition. 1972 begannen seine Arbeiten im Tal der Könige, wo er zunächst das Grab des Eje II. (WV23) untersuchte. Seit 1992 arbeitete er am Amenmesse-Grabungsprojekt, in dessen Zuge sein Team im März 2005 das Grab KV63 entdeckte.
Im Januar 2008 führten Streitigkeiten im Grabungsteam dazu, dass die Universität von Memphis ihre Zusammenarbeit mit Schaden beendete. Das Projekt wurde seitdem unter der Schirmherrschaft der ägyptischen Altertumsbehörde fortgeführt.
Otto Schaden starb am 23. November 2015 im Alter von 78 Jahren.

## Veröffentlichungen
- The God’s Father Ay. (Dissertation der Universität Minnesota). University Microfilms International, Ann Arbor 1977.
- Preliminary report on the re-clearance of tomb 25 in the Western Valley of the Kings (WV 25). In: Annales du Service des Antiquités de l'Egypte (ASAE). Band 63. Kairo 1979, S. 161–168.
- Clearance of the Tomb of King Ay (WV-23). In: Journal of the American Research Center in Egypt (JARCE). Band 21. Boston 1984, S. 39–64.
- Preliminary Report on Clearance of WV 24 in an effort to determine its relationship to royal tombs 23 and 25. In: KMT; A Modern Journal of Ancient Egypt. Band 2/3, 1991, ISSN 1053-0827, S. 53–61.
- Amenmesse Project Report. In: Newsletter of the American Research Center in Egypt (NARCE). Band 163, 1993, ISSN 0402-0731, S. 1–9.
- Paintings in the Tomb of King Ay (WV 23) and the Western Valley of the Kings Project. In: Amarna Letters; Essays on Ancient Egypt, c. 1390–1310 BC. Band 4. San Francisco 2000, S. 88–111.
- KV-10: Amenmesse 2000. In: Annales du Service des Antiquités de l’Egypte (ASAE). Band 78. Kairo 2004, ISBN 977-305-785-2, S. 129–147.
- The Amenmesse Project, Season of 2006. In: Annales du Service des Antiquités de l’Egypte (ASAE). Band 82. Kairo 2008, ISBN 978-977-479-033-1, S. 231–260.
- KV63 Season 2009. In: KMT; a modern journal of ancient Egypt. Band 20/3, 2009, ISSN 1053-0827, S. 19–29.
- KV63: 2010 Season. In: KMT; a modern journal of ancient Egypt. Band 21/2, 2010, ISSN 1053-0827, S. 45–49.
- KV 63 Update: The 2011 Season. In: KMT; a modern journal of ancient Egypt. Band 22/2, 2011, ISSN 1053-0827, S. 33–41.